# Jeremy (Film)
Jeremy ist der Titel eines amerikanischen Spielfilms aus dem Jahr 1973 (Regie: Arthur Barron). In den Hauptrollen sind Robby Benson und Glynnis O’Connor zu sehen. 1973 wurde Jeremy im Wettbewerb der Filmfestspiele von Cannes gezeigt und gewann den Preis für den besten Debütfilm (Prix de la première œuvre). 1974 wurde der Film für den Golden Globe nominiert.

## Handlung
Der Film spielt in Manhattan. Erzählt wird die Geschichte von Jeremy Jones, einem jüdischen Jugendlichen, der die 10. Klasse an der High School of Music and Art besucht. Jeremys Leidenschaft gilt dem Cello und er verliebt sich in seine Mitschülerin, die attraktive Balletttänzerin Susan Rollins. Jeremys kluger Cellolehrer steht dem Jungen mit Rat und Tat zur Seite. Susan beginnt die Gefühle für Jeremy zu erwidern, doch als Susan mit ihrem Vater plötzlich nach Detroit umziehen soll, droht dies ihrer Liebesbeziehung ein jähes Ende zu bereiten.

## Wissenswertes
In einer quantitativen Studie über Love-shyness, Shyness & Love: Causes, Consequences. and Treatment (1987), berichtet der Psychologe Dr. Brian G. Gilmartin, dass Jeremy der Film sei, den die betroffenen Männer am häufigsten angeschaut haben. Ein Teilnehmer der Studie hat den Film 86 Mal gesehen. Ein anderer Teilnehmer, der den Film 42 Mal gesehen hatte, konnte sich den Film illegal als Schmalfilm verschaffen; dafür zahlte er 1000 Dollar in bar, mehr Geld, als er in einem Monat verdiente.

## Kritik
„Die Liebesgeschichte zweier Sechzehnjähriger in New York. Psychologisch einfühlsam inszeniert und hervorragend gespielt.“

„Sehr ergreifend.“

## Auszeichnungen und Nominierungen
- Filmfestspiele von Cannes 1973: Preis für den besten Debütfilm
- Golden Globe Award 1974 (Nominierung)